# Pristimantis rhigophilus
Espèce
Synonymes
- Mucubatrachus rhigophilus La Marca, 2007

Statut de conservation UICN

 DD  : Données insuffisantes
Pristimantis rhigophilus est une espèce d'amphibiens de la famille des Craugastoridae.

## Répartition
Cette espèce est endémique de l'État de Trujillo au Venezuela. Elle se rencontre dans la municipalité de Boconó entre 2 360 et 3 100 m d'altitude sur le páramo de Guaramacal dans la cordillère de Mérida.

## Publication originale
- La Marca, 2007 "2006" : Sinopsis taxonomica de dos generos nuevos de anfibios (Anura: Leptodactylidae) de los Andes de Venezuela. Herpetotropicos, vol. 3, no 2, p. 67-87 (texte intégral).